# Ouricuri (ort)
Ouricuri är en ort i Brasilien.   Den ligger i kommunen Ouricuri och delstaten Pernambuco, i den östra delen av landet, 1 200 km nordost om huvudstaden Brasília. Ouricuri ligger 451 meter över havet och antalet invånare är 29 317.
Terrängen runt Ouricuri är platt. Det finns inga andra samhällen i närheten.
Omgivningarna runt Ouricuri är huvudsakligen savann. Runt Ouricuri är det ganska glesbefolkat, med 26 invånare per kvadratkilometer.